# Ултраспорт
Ултраспорт е българско седмично спортно предаване. Излъчва се всеки понеделник от 21:15 часа по Евроком. Водещи са Станимир Бакалов и Виктория Младенова.

## История
Предаването стартира на 22 март 2000 г. Първото му издание е посветено на Вечното дерби и сблъсъците между агитките на стадион Българска армия. През годините в екипа на Ултраспорт работят Иво Тонков, Велизар Ханджиев, Ивайло Ангелов, Цветомир Лазаров, София Богоева, Николета Маданска, Сиана Башиновска, Виктория Младенова, Кристиян Кръстева. В миналото част от предаването е рубриката „Евроком гостува на...“, в която са представени спортисти извън спортната площадка.
През 2018 г. предаването е заменено от Дискусионен клуб „Седмиците“.

## Концепция
В Ултраспорт се представят репортажи и коментари от спортните събития през изминалата седмица. Гостите в студиото са какво известни лица от света на спорта, така и обикновени фенове, които анализират и коментират най-актуалните към момента теми. Предаването обръща специално внимание на фенската култура в рубриката „Фен зона“.